# ديفيد ويب
ديفيد ويب (بالإنجليزية: David Webb)‏ (9 أبريل 1946 بلندن في المملكة المتحدة - ) هو لاعب كرة قدم بريطاني في مركز الظهير. لعب مع تشيلسي وديربي كاونتي وكوينز بارك رينجرز وليستر سيتي ونادي بورنموث ونادي توركي يونايتد ونادي ساوثهامبتون ونادي ليتون أورينت.

## وصلات خارجية
- ديفيد ويب على موقع قاعدة بيانات كرة القدم.إي يو (الإنجليزية)
- ديفيد ويب على موقع Soccerbase.com (لاعب) (الإنجليزية)
- ديفيد ويب على موقع Soccerbase.com (مدرب) (الإنجليزية)